# 钱祥麟
钱祥麟（1929年11月—2018年11月6日），男，浙江嘉兴人，中国构造地质学家，曾任北京大学教授、博士生导师。